# Doctor Dru
Martin Druzella alias Doctor Dru (auch bekannt als „Martino Doncello“; * 1973 in Hamburg) ist ein deutscher Musikproduzent, Musiker, DJ und Labelbetreiber.

## Wirken
Nach eigenen Angaben ist das Pseudonym „Dru“ keine Kürzung seines Familiennamens Druzella, sondern er wählte es in Erinnerung an seine Zeit als aktiver Schlagzeuger (englisch DRUmmer). Als gelernter Schlagzeuger war er jahrelang als Bandmitglied auf Tour mit verschiedenen Künstlern, darunter Etta Scollo und R. Kelly. Bei einem Skateboardunfall brach er sich die Arme, musste das Schlagzeugspielen vorläufig einstellen und konzentrierte sich aufs Mixen mit einem Atari-Heim- und einem Drumcomputer.
Für den Soundtrack (2001) zu Lars Beckers Film Kanak Attack (2000) spielte er Schlagzeug und programmierte bei den Titeln Kemals Tod und Kanak Attack Theme. Unter anderem produzierte, mischte oder arrangierte er für Ben die Lieder Die Liebe meiner Tränen, Freunde fürs Leben, Immer wenn der Wind weht, Lass mich nicht zweifeln und Manchmal. Cassandra Steens Song Darum leben wir programmierte er zusammen mit Frank Sieben. Auch für Bootsy Collins produzierte er. Für den mit Silber beim PR-Filmfestival KLAPPE 2012 ausgezeichneten Werbe-Clip Check dein Profil, bevor es andere tun (2011) der Medienanstalt Hamburg/Schleswig-Holstein schrieb er die Musik. Regie führte Felipe Ascacibar, die Hauptrolle hatte Marcel Glauche und die Umsetzung erfolgte durch Lars Büchels und Bernd T. Hoefflins Firma element e filmproduktion.
Nachdem er mehrere national anerkannte Pop-Acts produziert hat, vertiefte er sein Interesse zur elektronischen Musik. Zusammen mit dem Duo Adana Twins produzierte er den Club-Hit Juicy Fruit. Sein Debüt-Track Ohh Gosh! kam bis in die Top 5 der Dance-Charts. Mit der Veröffentlichung des Liedes The Voice of Dru im Jahr 2011 produzierte er einen weltweiten Erfolgs-Hit im Bereich Deep House. Der Track kam unter die Top 10 Beatport-Charts und erreichte dort in der Kategorie Deephouse Platz 1. Christoph Neder kündigte Doctor Dru im April 2013 auf afk M94.5 für das „Bock am Inn“-Open-Air-Festival in Töging am Inn mit der Beschreibung an: „… auch an Doctor Dru vom umfeierten Exploited-Label kam man im letzten Jahr kaum vorbei. Sein Hit 'The Voice Of Dru' ist auch jetzt noch immer in unzähligen DJ-Playlisten zu finden“. Als DJ legt er in den Genres House, Electronic, Deep House und Techno weltweit auf. Das Video für Foolish drehte Hakan Andreas Soyka.
Den Stil seines 2015 auf EP veröffentlichten Tracks The Grain beschreibt das Faze Magazin als „vielschichtig, dramatisch und definitiv Peaktime-kompatibel“. Seine bisherigen Tracks erschienen auf den Labels Stil vor Talent, OFF Recordings, Exploited Records und Jeudi Records.
Neben seiner musikalischen Tätigkeit, betreibt er das Musiklabel Jeudi Records, das er mit seinen Freunden Davidé, Benni und Friso aus dem Umfeld des Hamburger Baalsaals 2010 gründete. Er veranstaltet hierzu eigene internationale Labelpartys u. a. in Amsterdam, Barcelona, Miami, Istanbul und Berlin.

## Diskografie

### Singles und EPs
- 2011: Doctor Dru & Adana Twins – Black Jukebox 01 (Split mit Homework; Exploited Records)
- 2011: Doctor Dru – Ooh Gosh! (Jeudi Records)
- 2011: Doctor Dru & Adana Twins – Anymore (Baalsaal Records)
- 2012: Doctor Dru – Black Jukebox 03 (Split mit Bukka und Patryk Molinari; Exploited Records)
- 2014: Doctor Dru – Proper Lane (Jeudi Records)
- 2015: Doctor Dru – The Grain (Jeudi Records)

### Beiträge zu Kompilationen
- 2011: Doctor Dru & Adana Twins – Juicy Fruit auf Wavemusic Easy Beats 8 (Wavemusic)
- 2012: Doctor Dru – The Voice of Dru auf Bargrooves Summer Sessions Deluxe Volume 2 (Bargrooves)
- 2014: Doctor Dru – The Voice of Dru auf Bringing the World the Madness (Smash The House / Mostiko / CNR; 2015 neu aufgelegt als International Edition)